# Descôteaux c. Mierzwinski
 (juillet 2021).
 (mars 2024).
Descôteaux c. Mierzwinski  est un arrêt de principe de la Cour suprême du Canada sur le secret professionnel de l'avocat. La cour a réaffirmé l'opinion contenue dans Solosky c. La Reine que ce privilège est un droit substantiel qui existe même en dehors d'une instance.

## Les faits
La police enquêtait sur le bureau d'aide juridique de Montréal relativement à une accusation portée contre Marcellein Ledoux pour avoir faussement déclaré sa situation financière afin de se qualifier pour les services. La police avait un mandat de perquisition pour saisir les dossiers de l'entretien d'aide juridique avec Ledoux et la demande d'aide juridique qu'il a remplie. La clinique a interjeté appel de la saisie au motif que les documents étaient protégés par le secret professionnel de l'avocat.

## Jugement de la cour
Le juge Lamer, écrivant au nom d'un tribunal à l'unanimité, a statué que, bien que les documents soient normalement protégés par le privilège avocat-client, ils n'étaient finalement pas protégés parce qu'ils étaient eux-mêmes criminels.
Lamer a décrit le privilège comme :
« Toutes les informations qu'une personne doit fournir pour obtenir un avis juridique et qui sont données à titre confidentiel à cette fin bénéficient des privilèges attachés à la confidentialité. Cette confidentialité s'attache à toutes les communications faites dans le cadre de la relation avocat-client . »
Il a déclaré que lorsqu'une loi interfère avec le droit au privilège, le privilège doit prévaloir, sauf lorsqu'il est absolument nécessaire pour atteindre l'objectif de la loi habilitante. 